# Súgó Csiga díj
A Súgó Csiga díj vándordíj, melyet a Súgó színházi programmagazin alapított 2001-ben. Minden évben, március 27-én, a Színházi Világnapon elsősorban a színházba járó, a színházművészet iránt fokozottan érdeklődő közönség szavazatai alapján adják át a 12 díjat az előző év legjobb színészeinek.

## Fődíjasok
- 2006 – Csányi Sándor
- 2005 – Alföldi Róbert
- 2004 – Mészáros Árpád Zsolt
- 2003 – Vári Éva
- 2002 – Szervét Tibor
- 2001 – Alföldi Róbert

## További díjazottak

### 2006
Balázs Zoltán, Balogh Erika, Dolhai Attila, Janza Kata, Mészáros Árpád Zsolt, Nagy Sándor, Schell Judit, Siménfalvy Ágota, Szabó P. Szilveszter, Szervét Tibor, Vári Éva

### 2005
Bereczki Zoltán, Fekete Ernő, Földes Tamás, Gálffi László, Kaszás Attila, Kern András, Kulka János, Nagy Ervin, Náray Erika, Szinetár Dóra, Trill Zsolt, Vári Éva

### 2004
Bertók Lajos, Csányi Sándor, Dolhai Attila, Eszenyi Enikő, Miller Zoltán, Mucsi Zoltán, Őze Áron, Rudolf Péter, Szabó P. Szilveszter, Szervét Tibor, Udvaros Dorottya

### 2003
Alföldi Róbert, Bozsó Péter, Debreczeny Csaba, Gyuriska János, Kamarás Iván, Kolovratnik Krisztián, László Zsolt, Mácsai Pál, Nagy Ervin,
Oroszlán Szonja, Pápai Erika

### 2002
Almási Sándor, Fekete Ernő, Fullajtár Andrea, Hernádi Judit, Koltai Róbert, Kováts Adél, Ónodi Eszter, Stohl András, Szávai Viktória, Szervét Tibor, Tóth Sándor, Törőcsik Mari

### 2001
Bács Ferenc, Darvas Iván, Eperjes Károly, Eszenyi Enikő, Gálvölgyi János, Haumann Péter, Kern András, Mácsai Pál, Mucsi Zoltán, Rudolf Péter, Sinkovits Imre (posztumusz), Udvaros Dorottya